# Зубченко Олександр Миколайович
Олекса́ндр Микола́йович Зубченко (4 червня 1990 — 10 грудня 2017) — доброволець Української Добровольчої Армії, учасник російсько-української війни.

## Життєпис
Народився 4 червня 1990 року у селищі Диканька, Полтавської області.
З 1991 року проживав у місті Миргороді. Навчався у Миргородських загальноосвітніх школах № 2 та № 3, Професійно-технічному училищі № 44 м. Миргорода. Здобув професію "Електромонтер по обслуговуванню і ремонту електроустаткування, водій автомобіля категорії «С».
Працював у службі охорони, слюсарем на Миргородському комбінаті хлібопродуктів.
Із березня 2017 року добровольцем став у ряди захисників України. Учасник антитерористичної операції на Сході України. Боєць окремої тактичної групи «Волинь» Української добровольчої армії.
Загинув 10 грудня 2017 року внаслідок підриву на протипіхотній міні з розтяжкою під час виконання бойового завдання поблизу міста Мар'їнки Донецької області (за іншими даними — в бліндаж потрапила міна). Похований в Миргороді на Алеї Героїв.

## Нагороди та вшанування
- На 37–й сесії Миргородської міської ради, 18 травня 2018 року депутати підтримали клопотання Відокремленого підрозділу громадської організації «Всеукраїнська спілка учасників АТО, бойових дій та миротворчих місій» в м. Миргороді щодо надання звання «Почесний громадянин міста Миргорода [Архівовано 29 січня 2020 у Wayback Machine.]» (посмертно) Зубченку Олександру Миколайовичу.
- За зразкове виконання військового і громадянського обов'язку, мужність і героїзм, виявлені у захисті державного суверенітету та територіальної цілісності України, занесений до Книги Пошани Полтавської обласної ради (посмертно)[2].
- Нагороджений відзнакою Полтавської обласної Ради «За вірність народу України» І ступеня (посмертно).
- Вшановується в меморіальному комплексі «Зала пам'яті», в щоденному ранковому церемоніалі 10 грудня[3][4].